# Partido Revolucionário Dominicano
O Partido Revolucionário Dominicano (PRD), é um partido político  originalmente foi fundado por Juan Bosch no ano 1939 em Cuba. Sua ideologia desde sua fundação tradicionalmente tem sido a social-democracia , mas Miguel Vargas anexou-o ao PLD no pacto das corbatas azuis e está organizado baixo o esquema dos partidos da articulação dominicana. O partido conseguiu eleger 5 presidentes:Juan Bosch, Antonio Guzmán, Jacobo Majluta, Salvador J. Blanco e Hipólito Mejía.